# Leopoldo Querol
Leopoldo Querol Roso (Vinaroz, Castellón, 15 de noviembre de 1899-Benicasim, Castellón, 26 de agosto de 1985) fue un pianista, musicólogo, profesor, compositor, gestor cultural y académico español. 

## Infancia y juventud
Nacido en el seno de una familia de comerciantes con gran nivel cultural, recibió sus primeras lecciones musicales en Vinaroz de su madre Noema y del pianista local Matías Muñoz, quien le preparó para ingresar en el conservatorio.
Estudió piano en el Conservatorio de Valencia con José Bellver Abells, también profesor de José Iturbi, e Historia de la música y Estética con Eduardo López-Chavarri, con quien le unió una gran amistad y colaboración.
En 1917 se matriculó en la Facultad de Filosofía y Letras de la Universidad de Valencia, obteniendo en 1921 el Premio extraordinario de la licenciatura.
Como solista, debutó en Barcelona el 10 de abril de 1921 en el Palacio de la Música Catalana, el 11 de febrero de 1922 en el Ateneo de Madrid, y como solista con orquesta el 28 de febrero de 1923 en el Teatro Principal de Valencia con la Orquesta Lasalle.
El 26 de febrero de 1923 obtuvo una beca para estudiar en Bolonia una obra de Johannes Tinctoris y en la Biblioteca Nacional de París diversos manuscritos musicales de los siglos XV y XVI.
En París aprovechó para estudiar piano con Ricardo Viñes, también enlace para conocer a los músicos más famosos de la ciudad, pudiendo trabajar su repertorio con compositores como Gabriel Pierné, Federico Mompou, Joaquín Nin, Jacques Ibert, Francis Poulenc o Maurice Ravel.
A finales de 1924, aprovechando una gira por Suiza, Alemania y Suecia junto al violinista Juan Manén, conoció en Estocolmo a la viuda de Rafael Mitjana, quien había dejado inconcluso un estudio sobre el Cancionero de Upsala, tema del que Querol, a sugerencia de Julián Ribera, estaba preparando su tesis doctoral. La tesis titulada La poesía y la música del Cancionero de Uppsala fue defendida el 4 de abril de 1927 en la Facultad de Filosofía y Letras de la Universidad Central de Madrid, consiguiendo el Premio extraordinario del Doctorado. Esto le convierte posiblemente en el primer pianista español con título de doctor, aunque fuera gracias a su carrera universitaria paralela.
El 31 de mayo de 1928 debutó en la parisina Sala Pleyel con un programa formado por repertorio español, desde Granados, Turina, Falla o Albéniz, hasta contemporáneos como Joaquín Nin, Manuel Palau, Joaquín Rodrigo, Eduardo López-Chavarri, Ricardo Viñes o Ernesto Halffter.

## Los años treinta
En 1930 aprobó oposiciones a catedrático de francés de Enseñanzas Medias, labor que compaginaría con la concertística, siendo profesor de los institutos de Reus, Alcoy, Lluís Vives de Valencia, Albacete, Cervantes de Madrid y desde 1942 y hasta su jubilación en 1966 en el Instituto Ramiro de Maeztu.

Su primer gran triunfo llegó el 30 de abril de 1932, cuando estrenó en España el Concierto para piano en sol mayor de Ravel, junto a la Orquesta Filarmónica de Madrid dirigida por Bartolomé Pérez Casas en el Teatro Español de Madrid. El éxito de público y crítica provocó su repetición la semana siguiente, indicando Adolfo Salazar:
Se sintió [el público] tan inflamado de entusiasmo ante el Concierto para piano de Ravel como el día anterior, y puedo asegurar que hubo muchos entusiastas que se acercaron al maestro Pérez Casas para pedirle otra audición más (…)
Esta obra de Ravel es de las que se escucharán forzosamente todos los años. Esperemos, por lo tanto, a una serie que vendrá más tarde, en la que Leopoldo Querol estrenará varios concerti de última hechura.
El éxito no pasó desapercibido para la joven generación de compositores de la época, indicando Joaquín Rodrigo:
Tras el éxito del mismo artista con el Concierto de Ravel (...) y que mereció su consagración, se puso de moda entre nosotros, y aún fuera de nosotros, escribir conciertos para piano. No hubo compositor que, ante aquel triunfo, no pensase tirar su cuarto a espadas contra Querol. Yo, naturalmente, también y primero que nadie". 
Esto se ve confirmado los años siguientes, en los que estrenó un total de 30 conciertos para piano y orquesta, muchos de ellos a él dedicados, y de los que 21 son estrenos absolutos y 9 estrenos en España.  

Su siguiente gran éxito, el estreno español del Concierto para piano n.º 3 de Prokófiev, celebrado el 4 de febrero de 1933, le llevó a la cima del pianismo español, logrando algo inaudito, debido a la fuerte rivalidad y competencia entre ellas: actuar a finales de 1934 con las tres principales orquestas madrileñas, con tres programas distintos y con solo seis días de diferencia, apuntando Adolfo Salazar: 
Para ello hace falta una condición previa: la de ser tan notable artista como Querol es. En seguida viene otra circunstancia importante: la de tener en su repertorio el número y calidad de novedades con que Querol, atento a cuanto aparece por el mundo del arte, es capaz de ofrecer (...)

No ha de decirse que las orquestas Sinfónica, Filarmónica y Clásica sientan debilidad o preferencia por este artista. Es que en el momento actual no se ofrece mejor mercancía ni de mayor novedad.
Es invitado por dichas orquestas en sus giras internacionales, o cuando sus respectivos directores Pérez Casas y Enrique Fernández Arbós son invitados por otras orquestas extranjeras. Sirva como ejemplo la gira portuguesa de enero de 1935 de la Filarmónica de Madrid, la actuación el 11 de marzo de 1934 junto a Arbós en el Teatro de los Campos Elíseos de París con la orquesta de la Association des concerts Pasdeloup, o la posterior gira de ambos por Francia y Suiza.
En estos años se convirtió quizás en el pianista más emitido por la radiodifusión, especialmente por Unión Radio, tanto en directo como en discos previamente grabados, más aún cuando el 21 de diciembre de 1933 se había encargado del estreno del primer concierto para piano y orquesta de su director artístico Salvador Bacarisse.
Su presencia era habitual en los conciertos oficiales organizados por los sucesivos gobiernos republicanos, como los dados en la Exposición de Bruselas (1935), en el Colegio de España en París (1936), o cuando la Sociedad Internacional para la Música Contemporánea celebró por primera vez su congreso en España, en 1936 en Barcelona.

## Posguerra
Tras la Guerra Civil se convierte en el pianista español con más conciertos anuales, tocando en localidades de todas las provincias y encargándose de la reactivación de muchas de las sociedades musicales cerradas desde el inicio de la contienda.
En octubre de 1939 es nombrado profesor numerario interino de piano del Real Conservatorio Superior de Música de Madrid,cargo que ocupará hasta 1946. Además también impartió clases particulares en diversos momentos de su trayectoria. Fueron alumnos suyos Francisco José León Tello, los hermanos Vicente y Joan Garcés Queralt, Emilio Lehmberg Ruiz, Rafael Casasempere Juan, Amparo Garrigues Cotanda, Ramona Sanuy Simon, Eduardo López-Chávarri Andujar o Carmita Ledesma.
Su ayuda y apadrinamiento fue imprescindible para que el compositor Antón García Abril se trasladara a Madrid para estudiar en el Real Conservatorio Superior de Música y pudiera realizar su posterior carrera musical.
Colaboró con la recién creada Orquesta Nacional de España desde su concierto inaugural el 25 de julio de 1940, estrenando el Concierto para piano de José Muñoz Molleda, hasta el primero con su nuevo director titular Bartolomé Pérez Casas el 7 de mayo de 1943, convirtiéndose esos años en el pianista con más colaboraciones. También acompañó a la ONE en sus primeras giras internacionales por Portugal, estrenando en abril de 1943 en Lisboa el Concierto heroico de Joaquín Rodrigo bajo la batuta de Ernesto Halffter.
Participó en gran parte de los principales eventos musicales de la posguerra. Un ejemplo fue el concierto de cinco partes celebrado el 31 de marzo de 1941 en el Teatro Coliseum de Madrid con la Orquesta Filarmónica de Madrid dirigida por César Mendoza Lasalle, interpretando Luis Galve un concierto de Mozart, Arturo Benedetti Michelangeli uno de Liszt, Querol el Concierto para piano en sol mayor de Ravel y Ricardo Viñes con las Noches en los jardines de España que Manuel de Falla le dedicó, finalizando con una quinta parte donde todos interpretaron el Concierto para cuatro teclados BWV 1065 de Johann Sebastian Bach.
Fue el encargado de actuar ante Eva Perón el 15 de junio de 1947 en la Alhambra de Granada, dentro de su importante gira por España.
Esta omnipresencia era posible gracias a su incomparable capacidad memorística y repertorística, que abarcaba más de 2.000 obras. Ello le permitía interpretar cuatro conciertos para piano y orquesta en un único evento, o lidiar con tres actuaciones en localidades distintas y con repertorios distintos en menos de veinte horas.
Un claro ejemplo de esto fue su ejecución de la obra integral para piano de Frédéric Chopin, en el Ateneo de Madrid, entre el 14 y el 20 de abril de 1947, en forma de siete conciertos de tres partes cada uno y de manera consecutiva de lunes a domingo, que le valió aparecer hasta en el NO-DO.
En enero de 1947 fue nombrado Asesor Musical de Radio Nacional de España, cargo que ocupó hasta diciembre de 1951. Su faceta más destacada fue la promoción de los compositores españoles contemporáneos y, especialmente, la reconversión de la agrupación de cámara existente en la Orquesta Sinfónica de Radio Nacional de España, antecesora de la actual Orquesta Sinfónica de RTVE, creada a mediados de la década de 1960.

## Años de madurez
Tras una década perdida por la Guerra Civil y la II Guerra Mundial pudo regresar a Europa y, especialmente, Francia, de la mano de colegas allí instalados o exiliados. El 15 de marzo de 1948 estrenó el Concierto para piano y orquesta de Federico Elizalde, dentro de los Conciertos Colonne que se celebraban en el Palacio de Chaillot.
Colaboró de nuevo con Salvador Bacarisse, estrenando en París el 27 de abril de 1957 su Concierto nº 2 para piano y orquesta, junto con la Orquesta sinfónica de la radiodifusión francesa dirigida por Marcel Mirouze. Del mismo autor, en el Palacio de la Música Catalana estrenó los 24 Preludios (18 de febrero de 1952) y el Concierto nº 4 para piano y orquesta (14 de febrero de 1958, junto a la Orquesta Municipal de Barcelona dirigida por Eduard Toldrà).
En París realiza varias grabaciones de discos para el Ducretet-Thomson. En 1952 grabó de Falla las Cuatro piezas españoles y la Fantasia Bætica.En 1953 fue el segundo pianista en grabar las Goyescas de Enrique Granados.
En marzo de 1954 se convirtió en el primer pianista en grabar la integral de la Suite Iberia de Isaac Albéniz, incluyendo Navarra.Al parecer este proyecto de grabación de la integral venía desde 1935, para la Gramófono-Odeón de Barcelona, pero quizás debido al estallido de la Guerra Civil solo se plasmaron Triana y Navarra,acabando por reiniciar y finalizar el proyecto ya en el París de la postguerra.
Durante la década de 1950 llegará a tocar prácticamente un concierto anual en la parisina Salle Gaveau. El 31 de mayo de 1960 fue el encargado del concierto homenaje dado en la Gaveau a Albéniz por el centenario de su nacimiento, interpretando la integral de la Iberia.
En Francia, además de conciertos en formato radiofónico, también constan participaciones suyas en la recientemente creada televisión francesa.
En abril de 1949 realizó una exitosa gira por Filipinas, dando nueve conciertos, tres junto a la Manila Symphony Orchestra y seis como solista, destacando el dado en la Universidad de Santo Tomás de Manila. Aprovechó sus cualidades pianísticas para ponerse en el bolsillo al público filipino, interpretando obras de sus propios compositores contemporáneos como Antonio J. Molina o Mariano A. Aguilar. El éxito le hizo ser recibido por el presidente Elpidio Quirino en el Palacio presidencial de Malacañán,y aparecer hasta en la portada de la prensa nacional española.
Además de las islas portuguesas de Madeira y Azores, también constan giras por países africanos como Sudáfrica, República Democrática del Congo, Angola o Mozambique.
A sugerencia suya se gestó el Festival de Priego de Córdoba, tercero más antiguo en España después del de Granada y Santander.El propio Querol inauguró la primera edición del festival, celebrado en la Huerta de las Infantas los días 1 y 2 de septiembre de 1948, tocando en ambos conciertos, como solista y junto a la Orquesta Sinfónica de Radio Nacional de España dirigida por Conrado del Campo.Para la siguiente edición, celebrada el 31 de agosto y el 1 de septiembre de 1949, de nuevo participó en ambos conciertos, también como solista y junto a la Orquesta Sinfónica de Valencia dirigida por José Manuel Izquierdo.
En 1953 protagonizó la película Concierto mágico donde se interpretaba a sí mismo,y con exteriores rodados en Benicasim y en su propia Villa Manuela.
Aunque desde su época de estudiante en el conservatorio había compuesto algunas obras pianísticas, las únicas que fueron finalmente publicadas fueron Preludio y Danza Valenciana, editadas ambas por Unión Musical Española en 1964.
Realizó varias publicaciones bibliográficas. En 1932 publicó su tesis doctoral La poesía del Cancionero de Uppsala en los Anales de la Universidad de Valencia.También por su faceta de profesor publicó durante la década de 1950 varios libros pedagógicos sobre lengua francesa para las editoriales Cóndor y Summa. Volviendo a la temática musical, publicó la Breve historia de la música en forma de dos tomos también para la Editorial Summa, así como su discurso de toma de posesión como académico de la Real Academia de Bellas Artes de San Fernando.
Pero su obra más ambiciosa y que culminaba todos sus estudios sobre el Cancionero del Duque de Calabria fue El cancionero de Uppsala, publicada por el Instituto de España en 1980, donde además de su propio estudio reproduce el facsímil de la transcripción de las piezas vocales que Rafael Mitjana dejó inédito.
Respecto a premios y reconocimientos, en 1930 obtuvo el título de Caballero de la Orden de Alfonso XII,y en 1966 la Gran cruz de la Orden de Alfonso X el Sabioy el Premio Francisco Franco de Letras dado por el Consejo Superior de Investigaciones Científicas.
Fue académico numerario de la Real Academia de Bellas Artes de San Fernando de Madrid, primer académico electo de la nueva Sección de Música de la Real Academia de Bellas Artes de San Carlos de Valencia, y académico correspondiente de la Real Academia Catalana de Bellas Artes de San Jorge de Barcelona, Real Academia San Dionisio de Ciencias, Artes y Letras de Jerez de la Frontera, Real Academia de Bellas Artes de Santa Isabel de Hungría de Sevilla, y Real Academia de Ciencias, Bellas Letras y Nobles Artes de Córdoba.
También fue nombrado Hijo predilecto de Vinaroz e Hijo Adoptivo de Benicasim, localidades donde, al igual que en Castellón de la Plana, tiene una calle a su nombre. También da nombre a uno de los institutos de educación secundaria de Vinaròs. Fue nombrado catedrático de honor de los conservatorios de Tarragona y Conservatorio Superior de Música de Valencia y presidente de honor de la Sociedad Filarmónica de Castellón.
Su papel fue imprescindible en la creación en 1967 del Certamen Internacional de Guitarra Francisco Tárrega de Benicasim, presidiendo el jurado en la práctica totalidad de ediciones mientras su salud se lo permitió. En 1983 fue nombrado presidente de honor del jurado.

## Últimos años
En abril de 1969 tuvo lugar su último concierto con la Orquesta Nacional de España en el Teatro Real de Madrid bajo la dirección de Rafael Frühbeck de Burgos. En junio de 1972 el último con la Orquesta Ciudad de Barcelona, dirigida por Antoni Ros-Marbà. 
En 1976 inauguró en el Instituto de España los homenajes por el centenario de Manuel de Falla, realizando posteriormente una gira de veinticinco conciertos por todo el país.
El último recital del que se tiene constancia fue el dado el 20 de octubre de 1981 dentro de la II Otoñada musical de Burgos,a escasos días de cumplir 82 años,
Falleció en su Villa Manuela de Benicasim el 26 de agosto de 1986, siendo enterrado en el Cementerio de Valencia.